# First Class (luchtvaart)

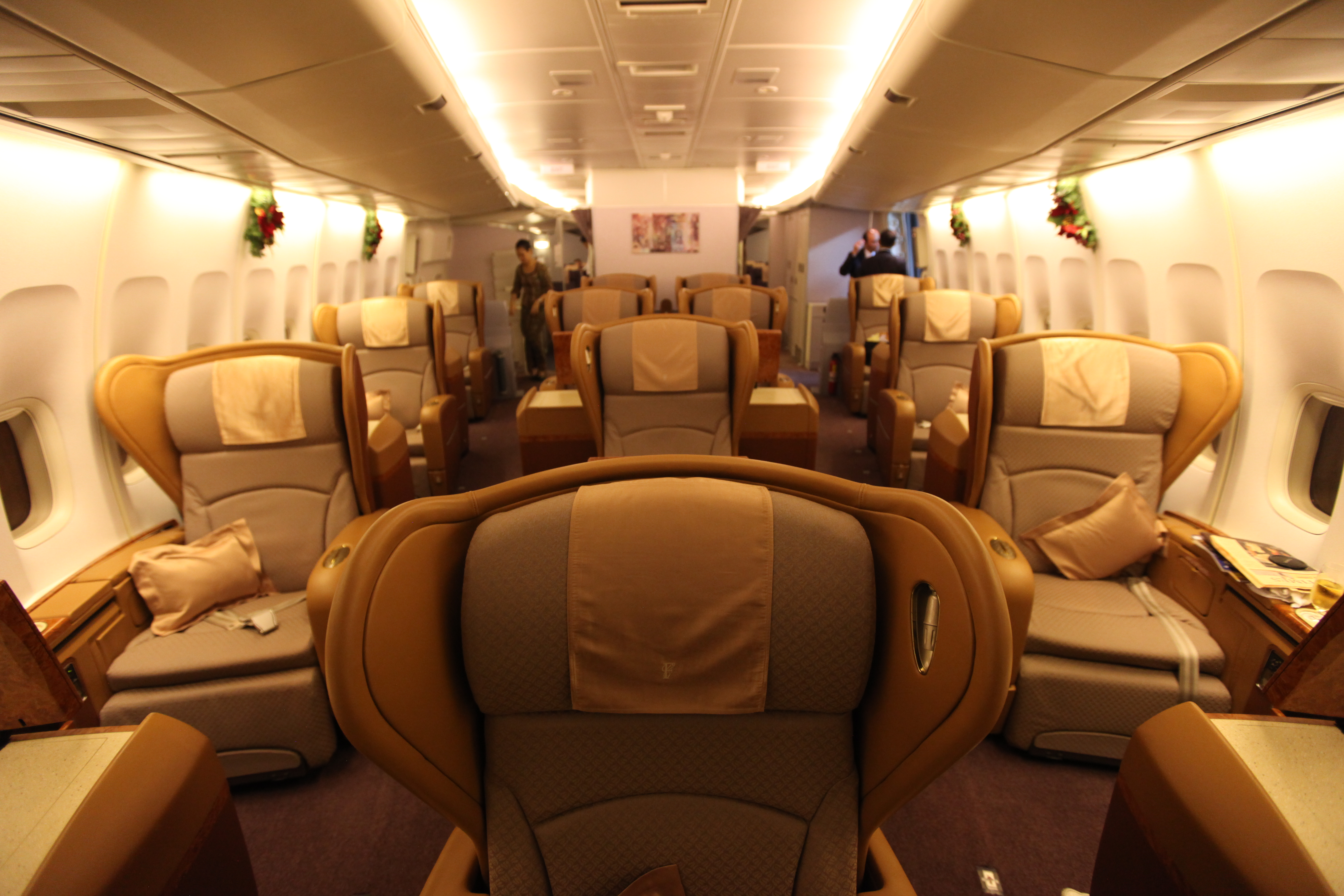
De First Class indeling van een Boeing 747

Een gebruikelijke zitplaatsenlayout (met First Class vooraan) op een Boeing 747-400 van Asiana

First Class (eerste klasse) is de duurste klasse in de luchtvaart. Deze klasse bevindt zich enkel in langeafstandsvliegtuigen van de grote luchtvaartmaatschappijen. Door de geringe vraag bevinden zich in de meeste vliegtuigen niet meer dan twintig First Class-zitplaatsen. De First Class bevindt zich vooraan een toestel met uitzondering van sommige Boeing 747s en de Airbus A380 met een bovendek.

## Voordelen

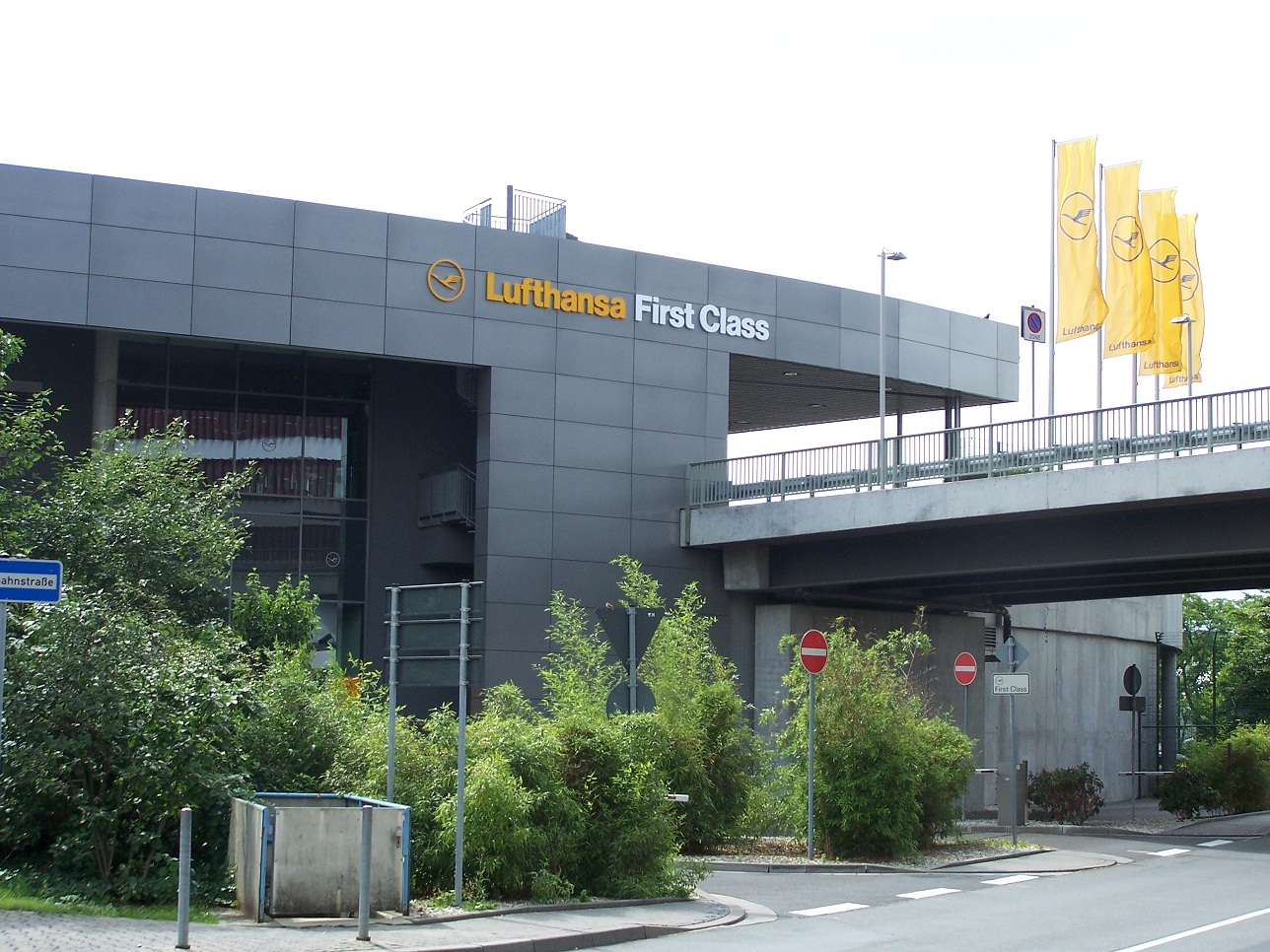
Lufthansa First Class lounge in Luchthaven Frankfurt am Main

Reizigers met een first class ticket kunnen de volgende zaken verwachten:
- Speciale incheckbalies
- Toegang tot de First Class lounge
- Een stoel voor in het vliegtuig (hetgeen een snellere toegang en vertrek bij aankomst mogelijk maakt en minder overlast door turbulentie en motorlawaai met zich meebrengt)
- Betere stoelen. Op langeafstandsvluchten krijgt men bij alle maatschappijen een stoel die zich plat vouwt en beensteunen heeft zodat men nagenoeg zoals in een bed kan slapen
- Veel uitgebreidere keuze maaltijden en luxeservies; vaak wordt ook voor het opstijgen een aperitief geserveerd
- Meer airmiles voor het frequentflyerprogramma.